# Pokrov
Pokrov (en rus Покров) és una ciutat de l'óblast de Vladímir, Rússia. Es troba a la vora esquerra del Kliazma a 82 km de Vladímir, la capital de la província, i a 18 de Petuixkí, el centre administratiu de la regió. El 2010 tenia 15.475 habitants.

## Història
La ciutat prové del segle xvii, quan va néixer com a poble lligat al monestir Antonieva Pokrovskaia. El nom deriva de l'advocació del monestir.
El 1778 va rebre l'estatus de ciutat per decret de Caterina II de Rússia.

## Demografia
| 1897  | 1926  | 1959  | 1970   | 1979   | 1989   | 1996   | 2002   | 2008   | 2010   |
| ----- | ----- | ----- | ------ | ------ | ------ | ------ | ------ | ------ | ------ |
| 2 900 | 2 700 | 6 800 | 10 000 | 14 600 | 16 000 | 16 600 | 15 920 | 15 682 | 15 475 |

## Cultura i llocs d'interès
A la ciutat hi ha diversos edificis del segle xix, entre els quals cal destacar l'església de la Protecció i la Intercessió de la Mare de Déu i l'església de la Trinitat.

## Economia i transports
La companyia més important de la ciutat és la fàbrica de caramels de la multinacional americana Mondelēz International, que fou entre el 1996 i el 2001 propietat de la companyia alimentària alemanya Stollwerck i posteriorment reconstruïda amb algunes alteracions. A més de companyies tèxtils i farmacèutiques, també n'hi ha de materials de construcció.
La ciutat es troba en la línia de ferrocarril del 1862 entre Moscou i Nijni Nóvgorod, al kilòmetre 110 de la línia, per on passa la major part dels trens del Transsiberià cap a l'oest de Moscou.

## Galeria d'imatges

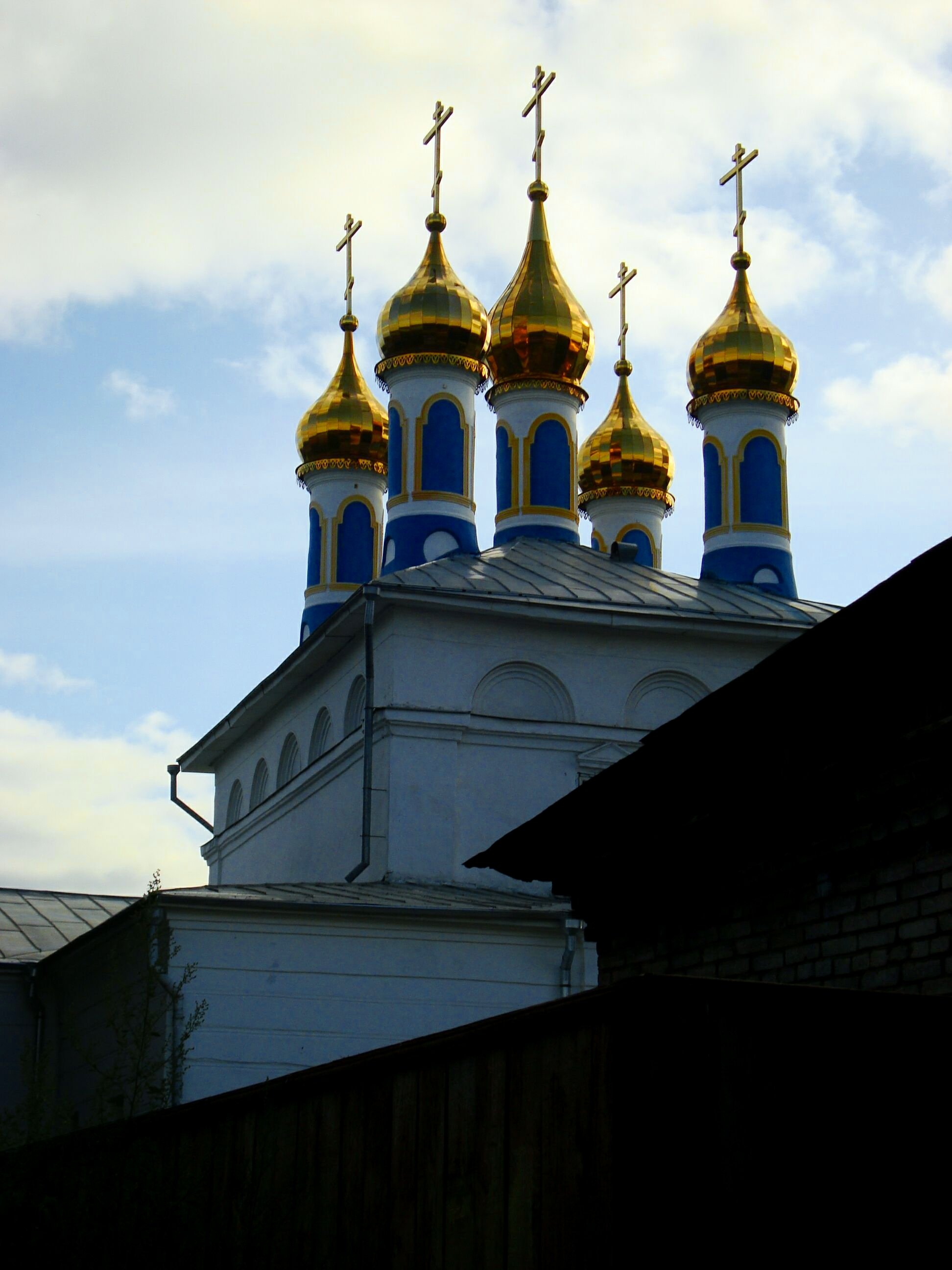
Vista de la catedral.
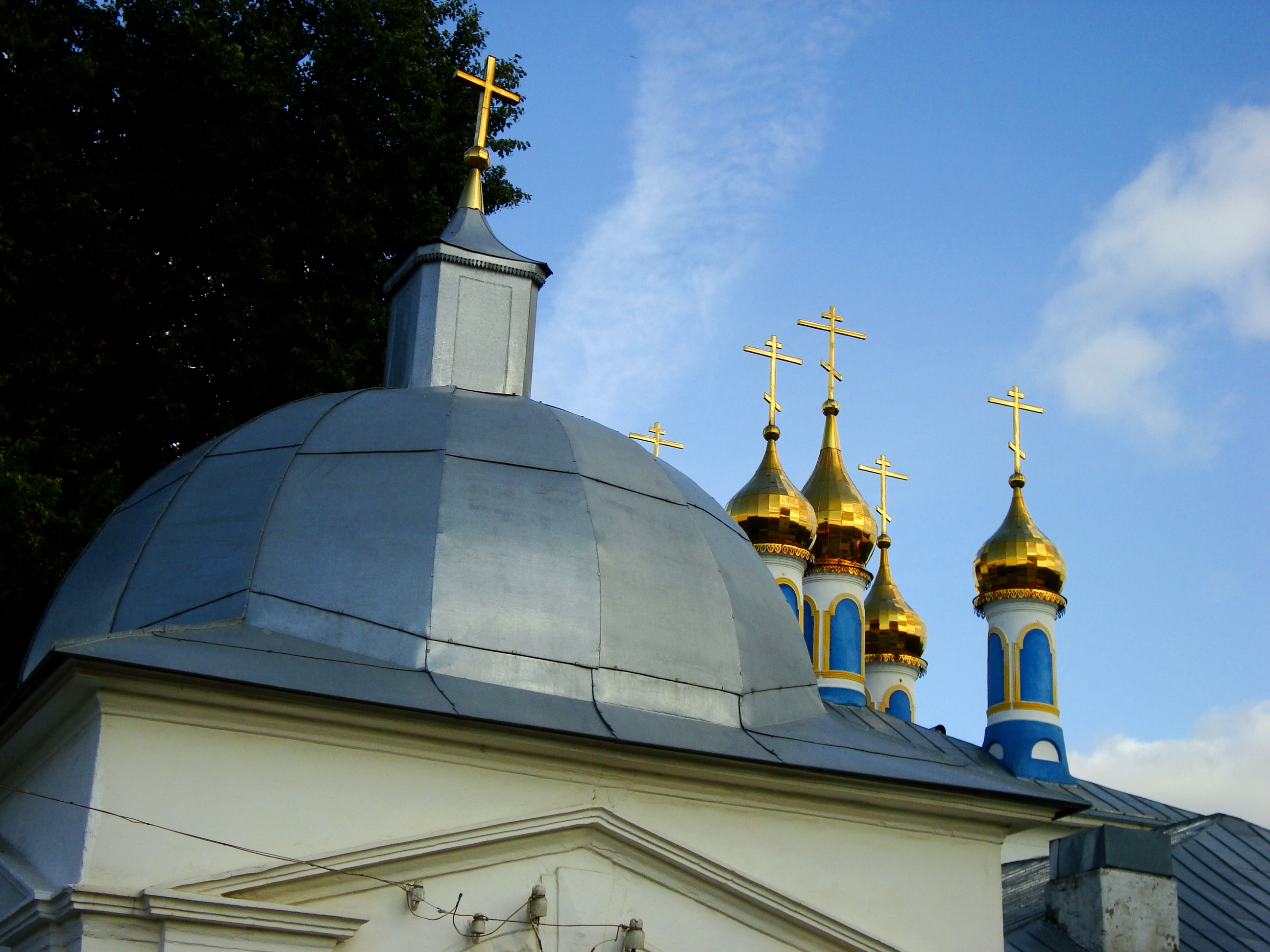
Detall de les cúpules de la catedral.
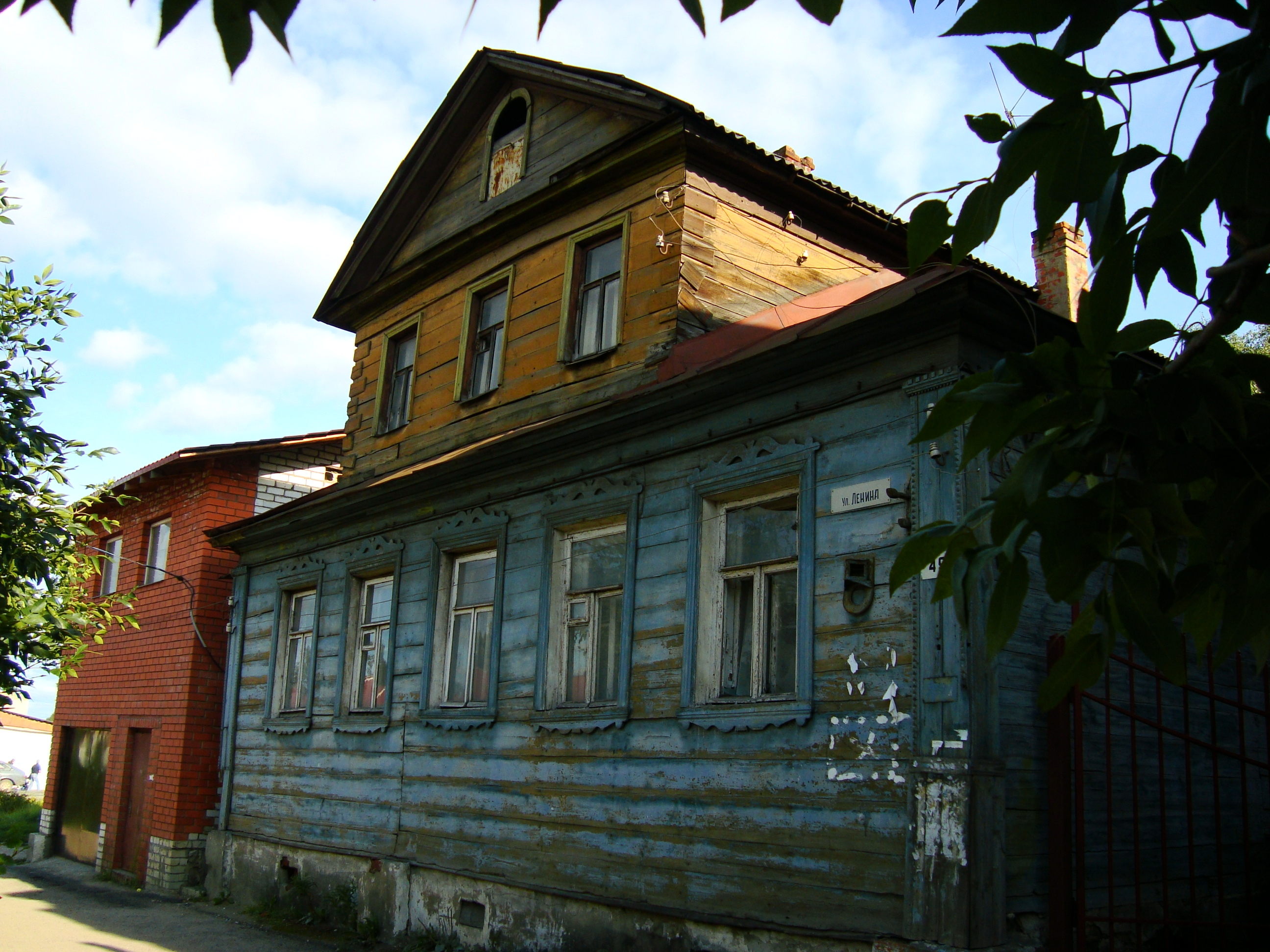
Vella casa de fusta al carrer Lenin.
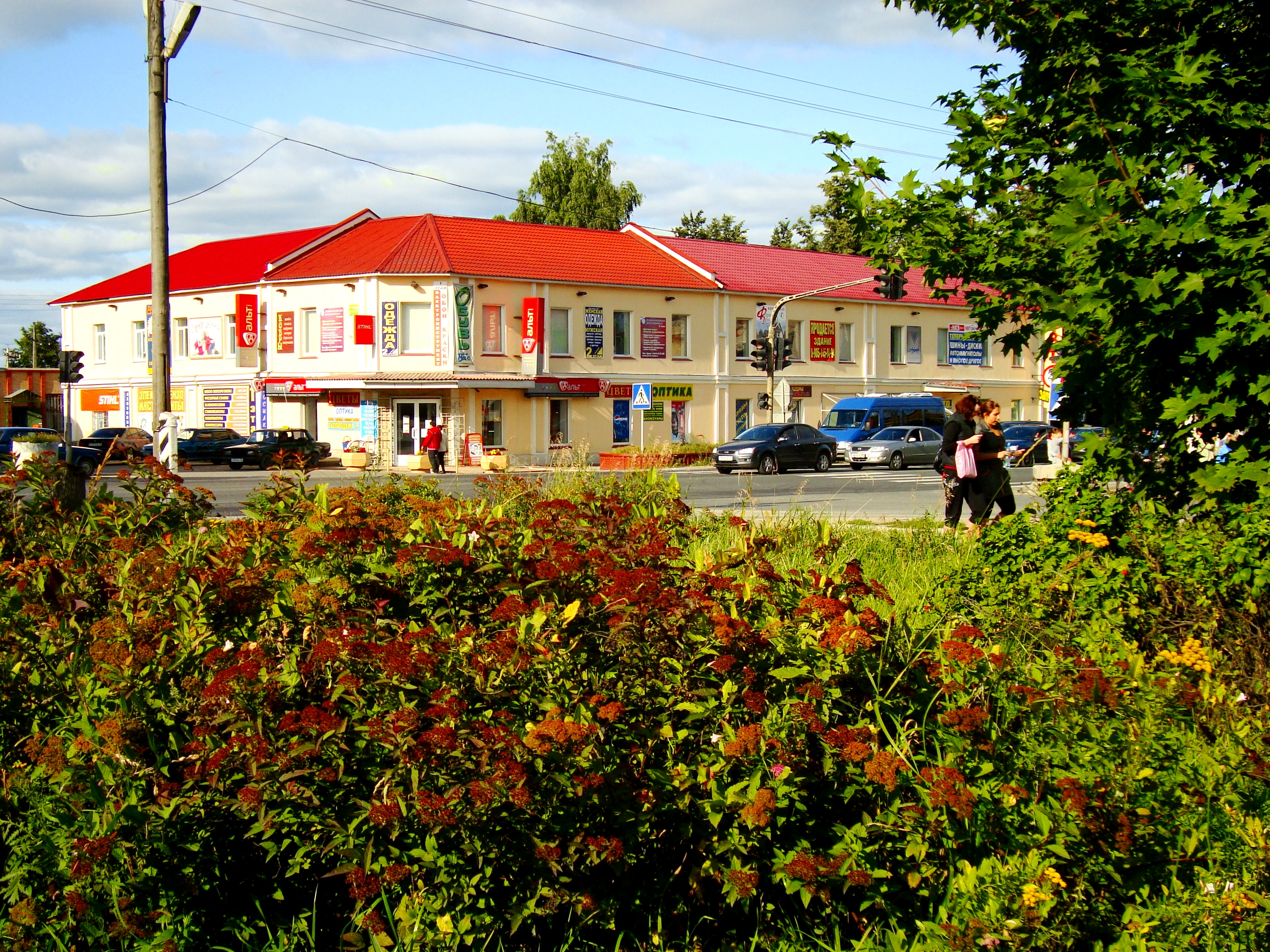
Detall del carrer Lenin.
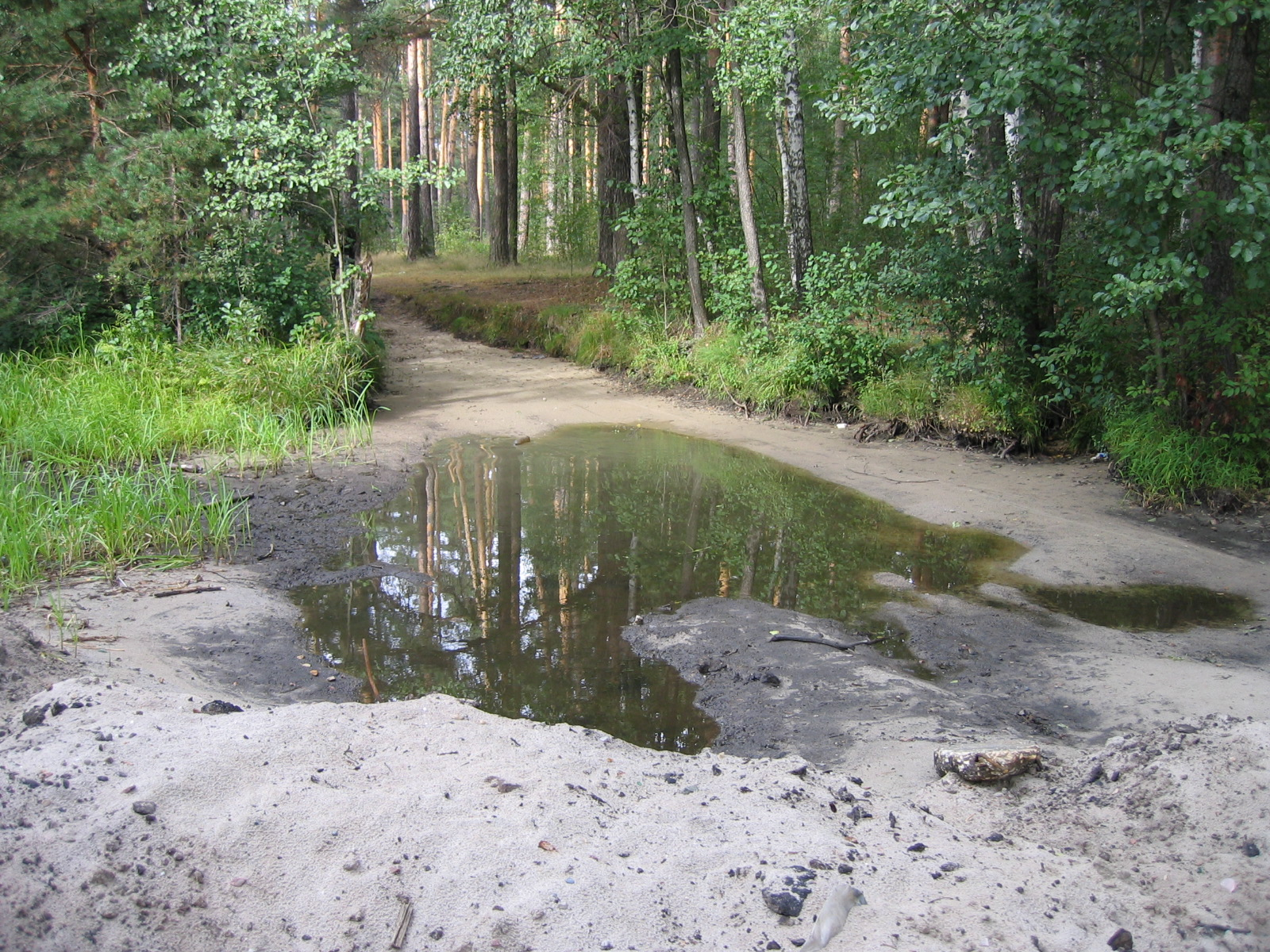
El Xitka.
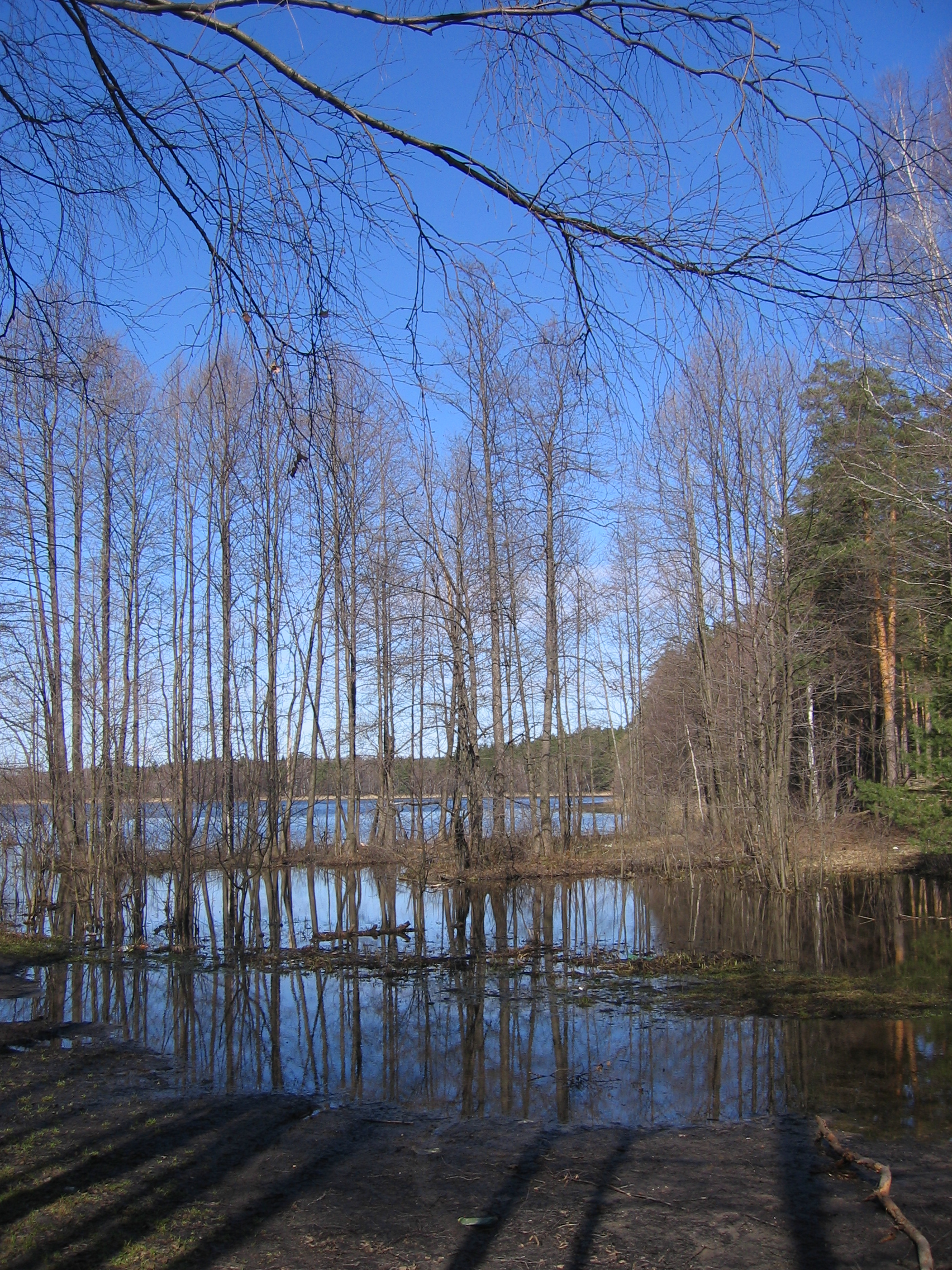
El çXitka en època de pujades.
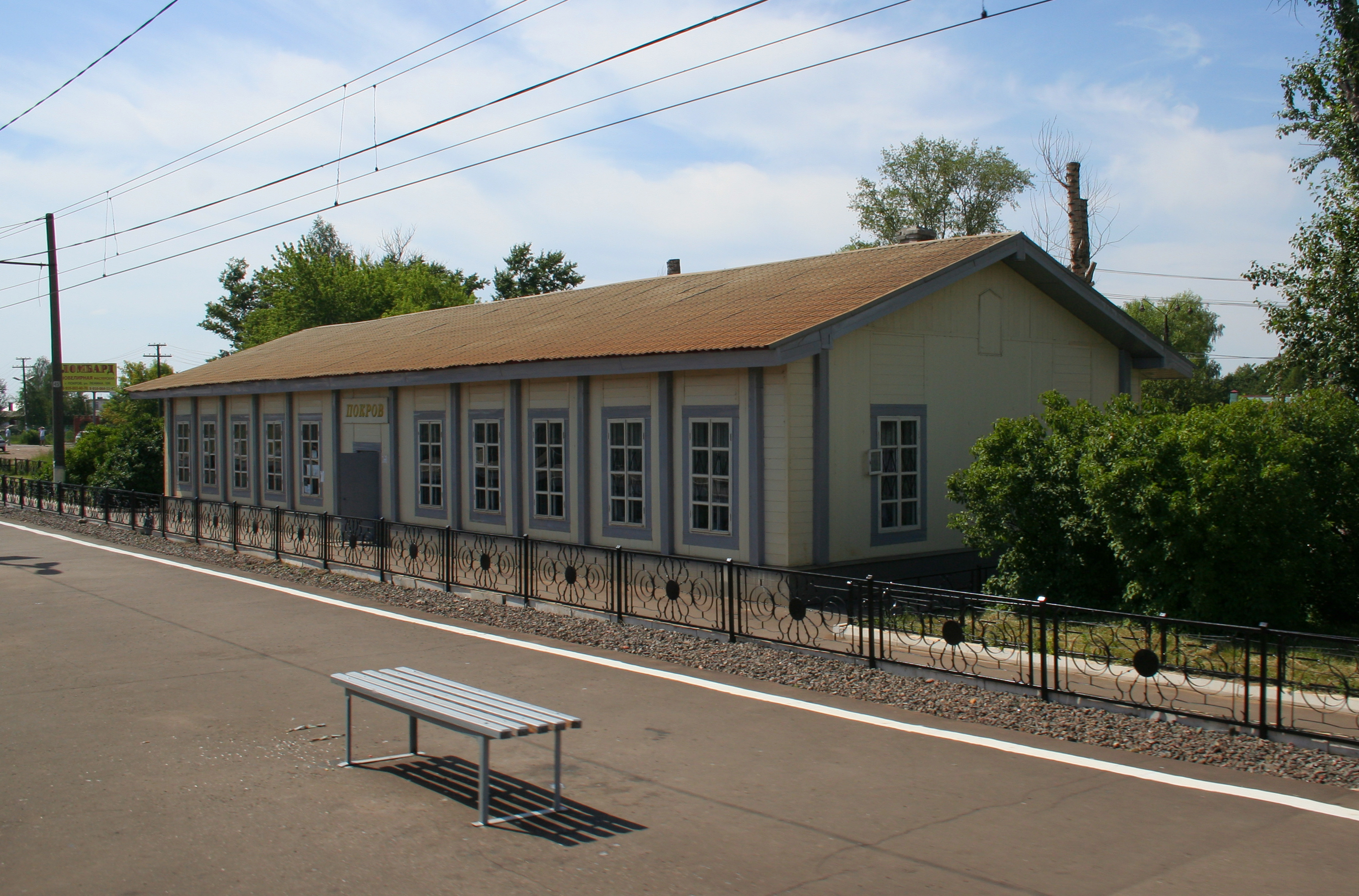
Estació de tren.
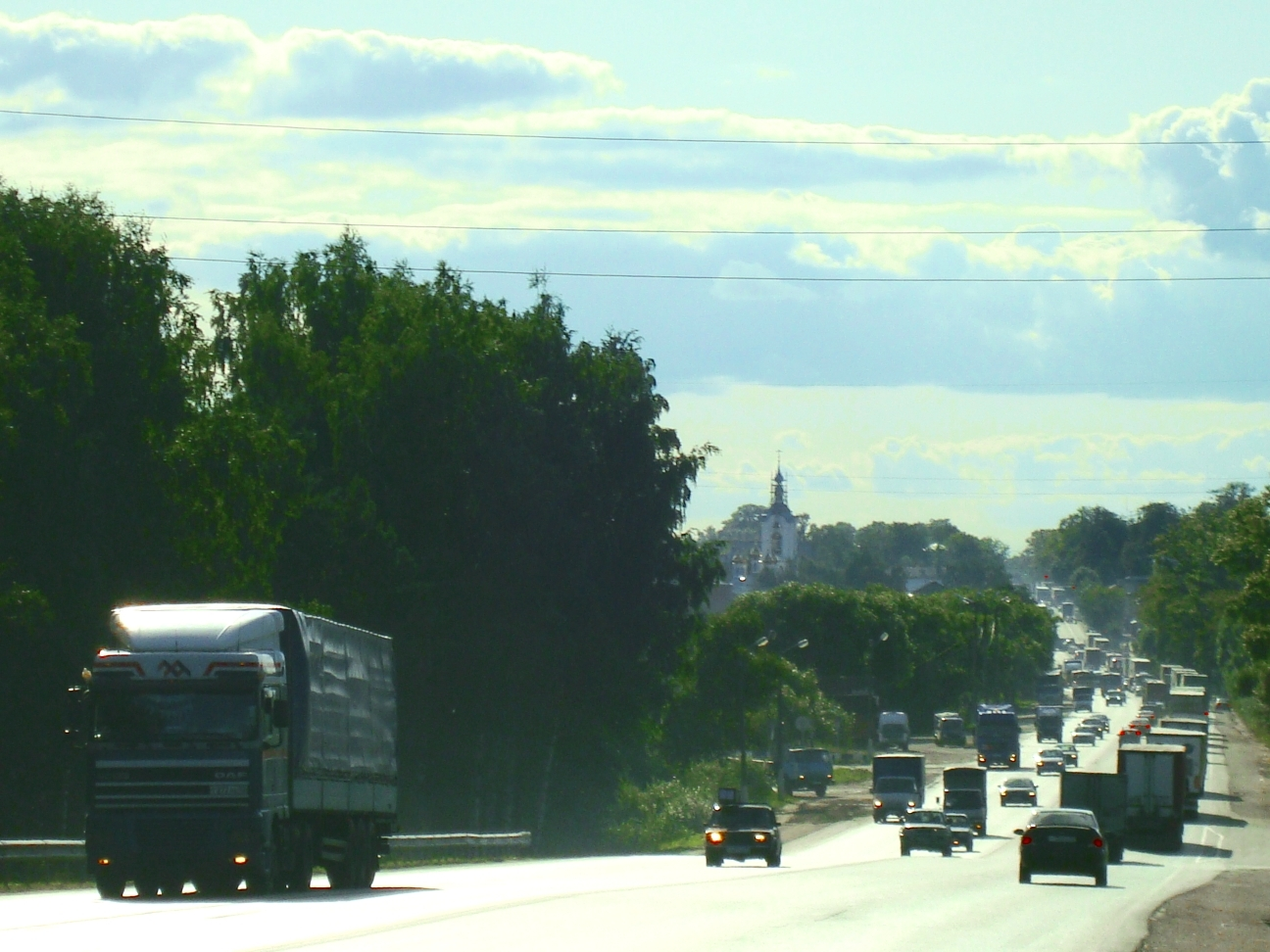
La ruta europea E22 per Pokrov.